# Runcinia tarabayevi
Runcinia tarabayevi là một loài nhện trong họ Thomisidae.
Loài này thuộc chi Runcinia. Runcinia tarabayevi được Yuri M. Marusik & Dmitri Viktorovich Logunov miêu tả năm 1990.